# 中國利郎
中國利郎有限公司（港交所：1234），是一家在香港交易所上市的工業公司，主要業務是從事生產、銷售及分銷男性衣服。
是在1987年由王冬星、王良星及王聰星創立。2009年，成功在香港交易所上市。

## 外部連結
- 中國利郎網站（页面存档备份，存于）